# Південно-Угерське газове родовище
Південно-Угерське газове родовище — належить до Більче-Волицького нафтогазоносного району Передкарпатської нафтогазоносної області Західного нафтогазоносного регіону України.

## Опис
Розташоване у Львівській області на відстані 8 км від м. Стрий.
Приурочене до північно-західної частини Косівсько-Угерської підзони Більче-Волицької зони.
Структура виявлена в 1958 р. і являє собою ерозійний виступ сенонських відкладів, які облягаються гельветськими, баденськими та нижньосарматськими г.п. Він має форму напівантикліналі північно-західного простягання, розбитої поздовжніми тектонічними порушеннями амплітудою 20-150 м на 2 блоки. Розмір структури по розмитій поверхні гельветсько-сенонських відкладів 4,0х1,5-1,8 м, висота 100 м. По непорушеній частині нижньосарматського розрізу структура має форму брахіантикліналі розміром 2,3х1,0 м, висотою 40 м. 
Перший промисловий приплив газу отримано з гельветських відкладів з інт. 1166-1175 м у 1962 р. 
Поклади пластові або масивно-пластові, склепінчасті, літологічно обмежені або тектонічно екрановані. 
Експлуатується з 1963 р. Режим Покладів газовий та водонапірний. Запаси початкові видобувні категорій А+В+С1: газу — 1642 млн. м³.